# 1762
Il 1762 (MDCCLXII in numeri romani) è un anno  del XVIII secolo.

## Eventi
- 4 gennaio – l'Inghilterra dichiara guerra al Regno di Spagna e Regno di Napoli.
- 23 gennaio – Viene annunciata la prima messa in scena assoluta de Le baruffe chiozzotte di Carlo Goldoni. La commedia verrà rappresentata alla fine dello stesso mese.
- 5 maggio – Trattato di San Pietroburgo: Il trattato segnò la fine delle ostilità tra Russia e Prussia nell'ambito della guerra dei sette anni, restaurando un completo status quo ante bellum tra le due nazioni.
- 22 maggio – Trattato di Amburgo: A seguito del Trattato di San Pietroburgo, la Svezia firma un accordo di pace con la Prussia. Anche in questo caso viene ristabilito lo status quo ante bellum.
- 15 settembre – Battaglia di Signal Hill: Ultimo scontro campale del conflitto anglo-francese nel teatro nordamericano. Gli inglesi, con un attacco a sorpresa, obbligarono i francesi alla resa.
- 5 ottobre – Va in scena al Burgtheater di Vienna l'opera Orfeo ed Euridice di Christoph Willibald Gluck.
- 3 novembre – Trattato di Fontainebleau: Accordo segreto nel quale la Francia cede la parte occidentale della Louisiana alla Spagna.

## Nati

### Gennaio
- 2 gennaio - Francesco Rosaspina, incisore italiano († 1841)
- 5 gennaio - Constanze Weber († 1842)
- 6 gennaio - Dionigi Strocchi, letterato, grecista e latinista italiano († 1850)
- 8 gennaio - François Xavier de Schwarz, generale francese († 1826)
- 11 gennaio - Michel Dieulafoy, librettista e drammaturgo francese († 1823)
- 19 gennaio - Jacques Balmat, alpinista francese († 1834)
- 22 gennaio - Jean-Baptiste Wicar, pittore e collezionista d'arte francese († 1834)
- 23 gennaio - Christian August Vulpius, scrittore tedesco († 1827)
- 29 gennaio - Giuseppe Nicolini, compositore italiano († 1842)
- 30 gennaio - Stefano Ticozzi, storico dell'arte italiano († 1836)
- 31 gennaio - Lachlan Macquarie, generale scozzese († 1824)

### Febbraio
- 1º febbraio - Andrea Savaresi, medico, naturalista e mineralogista italiano († 1810)
- 2 febbraio - Girolamo Crescentini, cantante castrato e compositore italiano († 1846)
- 3 febbraio - Pavel Petrovič Ščerbatov, politico russo († 1831)
- 6 febbraio - James St Clair-Erskine, II conte di Rosslyn, generale e politico scozzese († 1837)
- 7 febbraio - Luc-Julien-Joseph Casabianca, militare francese († 1798)
- 8 febbraio - Gia Long, imperatore vietnamita († 1820)
- 8 febbraio - Gian Antonio Turinetti di Priero, nobile italiano († 1801)
- 9 febbraio - Gerardo Curcio, guerrigliero e militare italiano († 1825)
- 9 febbraio - André-François Miot, letterato, politico e diplomatico francese († 1841)
- 10 febbraio - Grigorij Ivanovič Černyšëv, nobile russo († 1831)
- 15 febbraio - Francis Buchanan-Hamilton, geografo, zoologo e botanico britannico († 1829)
- 23 febbraio - Claude Juste Alexandre Legrand, generale francese († 1815)

### Marzo
- 6 marzo - Giuseppe Lattanzi, scrittore, giornalista e poeta italiano († 1822)
- 9 marzo - Luigi Canonica, architetto e urbanista svizzero († 1844)
- 9 marzo - Marija Alekseevna Senjavina, nobildonna russa († 1822)
- 10 marzo - Jeremias Benjamin Richter, chimico tedesco († 1807)
- 12 marzo - Ludwig von Starhemberg, nobile e diplomatico austriaco († 1833)
- 17 marzo - Giacomo Coccia, vescovo cattolico italiano († 1829)
- 18 marzo - Karl Christian Gmelin, botanico tedesco († 1837)
- 20 marzo - Maria Teresa Elisabetta d'Asburgo-Lorena, nobile († 1770)
- 24 marzo - Marcos António Portugal, compositore portoghese († 1830)
- 24 marzo - Ferdinand Ernst Gabriel von Waldstein, mecenate tedesco († 1823)
- 25 marzo - Alexandre Dumas, generale francese († 1806)
- 30 marzo - John Campbell, I marchese di Breadalbane, nobile e militare scozzese († 1834)

### Aprile
- 4 aprile - Stephen Storace, compositore inglese († 1796)
- 4 aprile - Carolina di Nassau-Usingen, nobile tedesca († 1823)
- 8 aprile - Bernardino Bollati, vescovo cattolico italiano († 1828)
- 9 aprile - Friedrich von Kleist, generale prussiano († 1823)
- 12 aprile - Giovanni Battista Caracciolo di Vietri, generale e nobile italiano († 1825)
- 13 aprile - Jean Étienne Championnet, generale francese († 1800)
- 13 aprile - Karl Friedrich Horn, organista, compositore e musicologo tedesco († 1830)
- 14 aprile - Giuseppe Valadier, architetto e orafo italiano († 1839)
- 16 aprile - Giovanni Aldini, fisico e fisiologo italiano († 1834)
- 22 aprile - Aleksej Grigor'evič Bobrinskij, conte († 1813)
- 22 aprile - Anton Francesco Menchi, cantastorie e poeta italiano († 1828)
- 29 aprile - Jean-Baptiste Jourdan, generale francese († 1833)
- 30 aprile - George Murray, V conte di Dunmore, nobile scozzese († 1836)

### Maggio
- 1º maggio - Zacharie Allemand, ammiraglio francese († 1826)
- 4 maggio - Johann Heinrich Abicht, filosofo tedesco

## Morti

### Gennaio
- 5 gennaio - Elisabetta di Russia, sovrano russa (n. 1709)
- 8 gennaio - Teimuraz II di Cachezia, re (n. 1680)
- 15 gennaio - Pëtr Ivanovič Šuvalov, politico russo (n. 1711)
- 17 gennaio - Girolamo Antonio Altieri, III principe di Oriolo, principe italiano (n. 1673)

### Febbraio
- 7 febbraio - Jean-Baptiste Desmarets, generale francese (n. 1682)
- 20 febbraio - Pietro Calepio, scrittore italiano (n. 1693)
- 20 febbraio - Tobias Mayer, astronomo, cartografo e matematico tedesco (n. 1723)
- 25 febbraio - Giovanni Battista Piamontini, scultore italiano (n. 1695)
- 26 febbraio - Vitaliano Donati, medico, archeologo e botanico italiano (n. 1717)

### Marzo
- 4 marzo - Johannes Zick, pittore tedesco (n. 1702)
- 5 marzo - Niccola Maria Salerno, poeta e romanziere italiano (n. 1675)
- 6 marzo - Antonietta Amalia di Brunswick-Wolfenbüttel, principessa tedesca (n. 1696)
- 13 marzo - Daniele Dolfin, cardinale e patriarca cattolico italiano (n. 1688)
- 18 marzo - Paolo II Antonio Esterházy, nobile, militare e diplomatico (n. 1711)
- 20 marzo - Vittorio Francesco, marchese di Susa, nobile italiano (n. 1694)
- 28 marzo - Antonio Maria Erba Odescalchi, cardinale italiano (n. 1712)
- 30 marzo - Vincenzo Legrenzio Ciampi, compositore italiano (n. 1719)

### Aprile
- 1º aprile - Germain Louis Chauvelin, politico francese (n. 1685)
- 4 aprile - David ben Naphtali Fränkel, rabbino e religioso tedesco (n. 1704)
- 4 aprile - Pietro II Guarneri, liutaio italiano (n. 1695)
- 6 aprile - Louise Françoise Tardieu, incisore e grafica francese (n. 1719)
- 17 aprile - Anton Johan Wrangel il vecchio, ammiraglio svedese (n. 1679)
- 27 aprile - Jan Josef Brixi, compositore e organista ceco (n. 1711)
- 29 aprile - Giuseppe Guglielmo Ernesto di Fürstenberg, principe (n. 1699)

### Maggio
- 1º maggio - William Bentinck, II duca di Portland, nobile inglese (n. 1709)
- 10 maggio - Robert Montagu, III duca di Manchester, nobile e politico inglese (n. 1710)
- 14 maggio - Noël Regnault, gesuita e fisico francese (n. 1683)
- 16 maggio - William Courtenay, VII conte di Devon, nobile e politico inglese (n. 1709)
- 16 maggio - Ernst Christian Hesse, violista e compositore tedesco (n. 1676)
- 18 maggio - Lucia Casalini Torelli, pittrice italiana (n. 1677)
- 18 maggio - Carl'Antonio Tanzi, poeta italiano (n. 1710)
- 19 maggio - Giovanni Carbone, rivoluzionario italiano (n. 1724)
- 19 maggio - Francesco Loredan, doge (n. 1685)
- 20 maggio - Francesco Rapolla, giurista e politico italiano (n. 1701)
- 27 maggio - Alexander Gottlieb Baumgarten, filosofo tedesco (n. 1714)
- 28 maggio - Gustav Adolf von Gotter, diplomatico e collezionista d'arte tedesco (n. 1692)

### Giugno
- 3 giugno - Johann Baptist von Thurn und Taxis, vescovo cattolico tedesco (n. 1706)
- 6 giugno - George Anson, ammiraglio britannico (n. 1697)
- 13 giugno - Dorothea Erxleben, medica tedesca (n. 1715)
- 16 giugno - Anne Egerton, nobildonna inglese (n. 1706)
- 17 giugno - Prosper Jolyot de Crébillon, poeta e drammaturgo francese (n. 1674)
- 19 giugno - Andrés Marcos Burriel y López, gesuita, storico e scrittore spagnolo (n. 1719)
- 19 giugno - Johann Ernst Eberlin, compositore tedesco (n. 1702)
- 22 giugno - Carlo Federico Alberto di Brandeburgo-Schwedt, principe e militare tedesco (n. 1705)
- 23 giugno - Charles Cornwallis, I conte Cornwallis, nobile e politico inglese (n. 1700)
- 26 giugno - François-Antoine Chevrier, scrittore francese (n. 1721)
- 26 giugno - Luise Kulmus Gottsched, poetessa, scrittrice e saggista tedesca (n. 1713)
- 27 giugno - Edmé Bouchardon, scultore francese (n. 1698)

### Luglio
- 1º luglio - Jean-Chrétien Fischer, militare tedesco (n. 1713)
- 5 luglio - Jakob Adlung, organista e teorico della musica tedesco (n. 1699)
- 10 luglio - Johann Adam Steinmetz, teologo tedesco (n. 1689)
- 12 luglio - Sado di Joseon, principe coreano (n. 1735)
- 13 luglio - James Bradley, astronomo inglese (n. 1693)
- 14 luglio - Giovanni Francesco Braccioli, pittore italiano (n. 1697)
- 17 luglio - Pietro III di Russia, sovrano russo (n. 1728)
- 17 luglio - Luca Melchiore Tempi, cardinale e arcivescovo cattolico italiano (n. 1688)
- 22 luglio - Carlotta Sofia di Anhalt-Bernburg, nobile (n. 1696)
- 29 luglio - Françoise-Louise de Warens, nobile svizzera (n. 1699)

### Agosto
- 3 agosto - Stanisław Poniatowski, nobile polacco (n. 1676)
- 12 agosto - Pierre Maillard, presbitero, linguista e patriota francese (n. 1710)
- 15 agosto - Nicolas-René Berryer, politico, magistrato e nobile francese (n. 1703)
- 17 agosto - Shah Waliullah Dihlawi, teologo e mistico indiano (n. 1703)
- 21 agosto - Mary Wortley Montagu, scrittrice e poetessa inglese (n. 1689)
- 26 agosto - Maria Lanceata Morelli, monaca cristiana italiana (n. 1704)
- 28 agosto - Armand-Jules de Rohan-Guémené, arcivescovo cattolico francese (n. 1695)
- 31 agosto - Momozono, imperatore giapponese (n. 1741)
- 31 agosto - Pietro Rotari, pittore italiano (n. 1707)

### Settembre
- 17 settembre - Francesco Geminiani, violinista e compositore italiano (n. 1687)
- 20 settembre - Paul Troger, pittore austriaco (n. 1698)

### Ottobre
- 6 ottobre - Francesco Manfredini, violinista e compositore italiano (n. 1684)
- 9 ottobre - Francesco Grassi, archeologo e antiquario italiano (n. 1685)
- 10 ottobre - Tommaso Moncada, nobile e patriarca cattolico italiano (n. 1710)

### Novembre
- 12 novembre - Ludovico Merlini, cardinale e arcivescovo cattolico italiano (n. 1690)
- 23 novembre - John Boyle, V conte di Cork, scrittore irlandese (n. 1707)
- 24 novembre - Giambattista Spolverini, poeta italiano (n. 1695)
- 26 novembre - Jacques-Christophe Naudot, flautista e compositore francese

### Dicembre
- 5 dicembre - Vito Maria Amico, storico, letterato e religioso italiano (n. 1697)
- 11 dicembre - Philipp Adolph von Münchhausen, politico tedesco (n. 1694)
- 23 dicembre - Maria Giovanna Gabriella d'Asburgo-Lorena, nobile austriaca (n. 1750)
- 31 dicembre - Francesco Felice Alberti di Enno, vescovo cattolico italiano (n. 1701)

### Senza giorno specificato
- Giuseppe Camerata, pittore italiano (n. 1676)
- Silvanus Cobb, ufficiale britannico (n. 1709)
- Giuseppe Comino, tipografo e editore italiano
- Ferdinand-Joseph Derons, pittore e disegnatore belga (n. 1700)
- Pierre-Paul Dubuisson, incisore francese (n. 1707)
- Anton Domenico Giarrè, pittore italiano
- Giovanni Giorgi, compositore italiano
- Filippo Luigi Gonzaga, nobile italiano (n. 1740)
- Johan Frederik Gronovius, botanico olandese (n. 1686)
- Charles Labelye, matematico e ingegnere svizzero (n. 1705)
- Girolama Lorefice Grimaldi, poetessa italiana (n. 1681)
- Eleonora Monti, pittrice e disegnatrice italiana (n. 1727)
- Andreas Möller, pittore danese (n. 1684)
- Giovanni Domenico Olivieri, scultore italiano (n. 1706)
- Giuseppe Antonio Pianca, pittore italiano (n. 1703)
- Pedro Pineda, scrittore britannico
- José Alfonso Pizarro, ufficiale spagnolo (n. 1689)
- Francesco Queirolo, scultore italiano (n. 1704)
- Girolamo Rossi, incisore italiano (n. 1682)
- Sabah I bin Jaber, sovrano kuwaitiano (n. 1700)
- Giacomo Giuseppe Saratelli, organista e compositore italiano (n. 1682)
- Giovan Battista Sassi, pittore italiano (n. 1679)
- Johann Christian Schickhardt, compositore e flautista tedesco (n. 1681)
- Paolo Soratini, architetto e religioso italiano (n. 1682)
- Johann Sebald Triemer, violoncellista e compositore tedesco
- Pietro Uberti, pittore italiano (n. 1671)
- Agostino Veracini, pittore e restauratore italiano (n. 1689)

## Calendario
| Calendario 1762 | Calendario 1762 | Calendario 1762 | Calendario 1762 | Calendario 1762 | Calendario 1762 | Calendario 1762 | Calendario 1762 | Calendario 1762 | Calendario 1762 | Calendario 1762 | Calendario 1762 | Calendario 1762 | Calendario 1762 | Calendario 1762 | Calendario 1762 | Calendario 1762 | Calendario 1762 | Calendario 1762 | Calendario 1762 | Calendario 1762 | Calendario 1762 | Calendario 1762 | Calendario 1762 | Calendario 1762 | Calendario 1762 | Calendario 1762 | Calendario 1762 | Calendario 1762 | Calendario 1762 | Calendario 1762 | Calendario 1762 | Calendario 1762 |
| --------------- | --------------- | --------------- | --------------- | --------------- | --------------- | --------------- | --------------- | --------------- | --------------- | --------------- | --------------- | --------------- | --------------- | --------------- | --------------- | --------------- | --------------- | --------------- | --------------- | --------------- | --------------- | --------------- | --------------- | --------------- | --------------- | --------------- | --------------- | --------------- | --------------- | --------------- | --------------- | --------------- |
|                 | 1               | 2               | 3               | 4               | 5               | 6               | 7               | 8               | 9               | 10              | 11              | 12              | 13              | 14              | 15              | 16              | 17              | 18              | 19              | 20              | 21              | 22              | 23              | 24              | 25              | 26              | 27              | 28              | 29              | 30              | 31              |                 |
| Gennaio         | Ve              | Sa              | Do              | Lu              | Ma              | Me              | Gi              | Ve              | Sa              | Do              | Lu              | Ma              | Me              | Gi              | Ve              | Sa              | Do              | Lu              | Ma              | Me              | Gi              | Ve              | Sa              | Do              | Lu              | Ma              | Me              | Gi              | Ve              | Sa              | Do              |                 |
| Febbraio        | Lu              | Ma              | Me              | Gi              | Ve              | Sa              | Do              | Lu              | Ma              | Me              | Gi              | Ve              | Sa              | Do              | Lu              | Ma              | Me              | Gi              | Ve              | Sa              | Do              | Lu              | Ma              | Me              | Gi              | Ve              | Sa              | Do              |                 |                 |                 |                 |
| Marzo           | Lu              | Ma              | Me              | Gi              | Ve              | Sa              | Do              | Lu              | Ma              | Me              | Gi              | Ve              | Sa              | Do              | Lu              | Ma              | Me              | Gi              | Ve              | Sa              | Do              | Lu              | Ma              | Me              | Gi              | Ve              | Sa              | Do              | Lu              | Ma              | Me              |                 |
| Aprile          | Gi              | Ve              | Sa              | Do              | Lu              | Ma              | Me              | Gi              | Ve              | Sa              | Do              | Lu              | Ma              | Me              | Gi              | Ve              | Sa              | Do              | Lu              | Ma              | Me              | Gi              | Ve              | Sa              | Do              | Lu              | Ma              | Me              | Gi              | Ve              |                 |                 |
| Maggio          | Sa              | Do              | Lu              | Ma              | Me              | Gi              | Ve              | Sa              | Do              | Lu              | Ma              | Me              | Gi              | Ve              | Sa              | Do              | Lu              | Ma              | Me              | Gi              | Ve              | Sa              | Do              | Lu              | Ma              | Me              | Gi              | Ve              | Sa              | Do              | Lu              |                 |
| Giugno          | Ma              | Me              | Gi              | Ve              | Sa              | Do              | Lu              | Ma              | Me              | Gi              | Ve              | Sa              | Do              | Lu              | Ma              | Me              | Gi              | Ve              | Sa              | Do              | Lu              | Ma              | Me              | Gi              | Ve              | Sa              | Do              | Lu              | Ma              | Me              |                 |                 |
| Luglio          | Gi              | Ve              | Sa              | Do              | Lu              | Ma              | Me              | Gi              | Ve              | Sa              | Do              | Lu              | Ma              | Me              | Gi              | Ve              | Sa              | Do              | Lu              | Ma              | Me              | Gi              | Ve              | Sa              | Do              | Lu              | Ma              | Me              | Gi              | Ve              | Sa              |                 |
| Agosto          | Do              | Lu              | Ma              | Me              | Gi              | Ve              | Sa              | Do              | Lu              | Ma              | Me              | Gi              | Ve              | Sa              | Do              | Lu              | Ma              | Me              | Gi              | Ve              | Sa              | Do              | Lu              | Ma              | Me              | Gi              | Ve              | Sa              | Do              | Lu              | Ma              |                 |
| Settembre       | Me              | Gi              | Ve              | Sa              | Do              | Lu              | Ma              | Me              | Gi              | Ve              | Sa              | Do              | Lu              | Ma              | Me              | Gi              | Ve              | Sa              | Do              | Lu              | Ma              | Me              | Gi              | Ve              | Sa              | Do              | Lu              | Ma              | Me              | Gi              |                 |                 |
| Ottobre         | Ve              | Sa              | Do              | Lu              | Ma              | Me              | Gi              | Ve              | Sa              | Do              | Lu              | Ma              | Me              | Gi              | Ve              | Sa              | Do              | Lu              | Ma              | Me              | Gi              | Ve              | Sa              | Do              | Lu              | Ma              | Me              | Gi              | Ve              | Sa              | Do              |                 |
| Novembre        | Lu              | Ma              | Me              | Gi              | Ve              | Sa              | Do              | Lu              | Ma              | Me              | Gi              | Ve              | Sa              | Do              | Lu              | Ma              | Me              | Gi              | Ve              | Sa              | Do              | Lu              | Ma              | Me              | Gi              | Ve              | Sa              | Do              | Lu              | Ma              |                 |                 |
| Dicembre        | Me              | Gi              | Ve              | Sa              | Do              | Lu              | Ma              | Me              | Gi              | Ve              | Sa              | Do              | Lu              | Ma              | Me              | Gi              | Ve              | Sa              | Do              | Lu              | Ma              | Me              | Gi              | Ve              | Sa              | Do              | Lu              | Ma              | Me              | Gi              | Ve              |                 |